# 南方國家公園
南方國家公園是南蘇丹西部的自然保護區，橫跨西加扎勒河省、西赤道省、湖泊省和瓦拉布省，與中非共和國和剛果民主共和國相接，成立於1939年，佔地23,000平方公里，受濕地公約所保護。該地區海拔高度400米至700米，主要植被是熱帶草原森林，有四條河流經過，年均降雨量約2,400毫米，野生動物有水牛、河馬、長頸鹿、獅子、豹、大象、白犀牛等。